# Setodes argentatus
Setodes argentatus is een schietmot uit de familie Leptoceridae. De soort komt voor in Japan.